# جوشوا فراي بيل
جوشوا فراي بيل (بالإنجليزية: Joshua Fry Bell) هو محامي وسياسي أمريكي، ولد في 26 نوفمبر 1811 في دانفيل في الولايات المتحدة، وتوفي بنفس المكان في 17 أغسطس 1870. حزبياً، نشط في حزب اليمين. وقد انتخب عضو مجلس النواب الأمريكي.